# Starrkärr
För andra betydelser, se Starrkärr (olika betydelser).
Starrkärr är en bebyggelse i anslutning till Starrkärrs kyrka i Ale kommun. Från 2015 avgränsar SCB här en småort.